# وزغ غول‌پیکر آسیایی
وزغ غول‌پیکر آسیایی (نام علمی: Phrynoidis asper)، که گاهی به آن وزغ رودخانه‌ای نیز گفته می‌شود، گونه‌ای از وزغ‌های راستین بومی سرزمین اصلی جنوب شرق آسیا و سونداهای بزرگ است. این یک وزغ متوسط بزرگ است، اما به آسانی با خویشاوند بزرگتر خود، یعنی وزغ غول‌پیکر رودخانه ای (P. juxtasper) اشتباه گرفته می‌شود.